# Đại học Naresuan
Đại học Naresuan (tiếng Thái Lan: มหาวิทยาลัยนเรศวร) là một trường đại học do nhà nước tài trợ ở tỉnh Phitsanulok, miền bắc Thái Lan. Trường này được lập thành một trường đại học riêng vào ngày 29 tháng 7 năm 1990, vào dịp kỷ niệm 400 năm bắt đầu thời kỳ trị vì của vị vua sinh ra ở Phitsanulok, vua Naresuan Đại đế. Tượng của vị vua này được đặt ở sân trường. Trường đại học Naresuan có 20.000 sinh viên đang theo học toàn thời gian.

## Lịch sử
Ngày 18 tháng 1 năm 1964, Bộ Giáo dục Hoàng gia Thái Lan đã ra nghị quyết thành lập một chi nhánh của Cao đẳng Giáo dục (ở Bangkok) để đào tạo sư phạm trong mỗi vùng của Thái Lan. Ngày 25 tháng 2 năm 1967, khu trường sở Phitsanulok được lập làm chi nhánh thứ tư của đại học này. Năm 1974, Cao đẳng giáo dục được nâng thành đại học với tên gọi Đại học Srinakharinwirot. Ban đầu, chỉ có sinh viên năm 3 và 4 mới được học tại Phitsanulok, đến năm 1976, sinh viên năm nhất và năm 2 được học ở đây. Nhiều môn học đã được bổ sung. Năm 1990, khu trường sở Phitsanulok độc lập khỏi Đại học Srinakarinwirot và đã được đổi tên thành Đại học Naresuan nhân dịp kỷ niệm 400 năm vua Naresuan Đại đế lên ngôi.
Tháng 9 năm 2006, Đại học Naresuan được xếp hạng "Rất tốt" trong một đợt nghiên cứu các trường đại học của Hội đồng Giáo dục đại học Thái Lan.
Đại học Naresuan có  một khu trường sở thứ 2 ở Phayao mở cửa năm 1999, và cũng có nhiều khóa học khắp Thái Lan.

## Các khoa
Trường đại học này có 16 khoa:
- Nhóm khoa học y tế
  - Khoa Khoa học Y tế ứng dụng
  - Khoa Nha
  - Khoa Khoa học y tế
  - Khoa Y  Lưu trữ ngày 5 tháng 1 năm 2007 tại Wayback Machine
    - Bệnh viện Đại học Naresuan   Lưu trữ ngày 8 tháng 7 năm 2006 tại Wayback Machine

  - Khoa Điều dưỡng
  - Khoa Dược học
  - Khoa Y tế công cộng[liên kết hỏng]
- Nhóm khoa học xã hội
  - Khoa giáo dục
  - Khoa nhân văn
  - Khoa luật
  - Khoa quản lý và khoa học thông tin Lưu trữ ngày 14 tháng 6 năm 2006 tại Wayback Machine
  - Khoa khoa học xã hội Lưu trữ ngày 25 tháng 12 năm 2003 tại Wayback Machine
- Nhóm khoa học và công nghệ
  - Khoa nông nghiệp, tài nguyên thiên nhiên và môi trường
  - Khoa kiến trúc
  - Khoa kỹ thuật công trình
  - Khoa Khoa học Lưu trữ ngày 27 tháng 4 năm 2007 tại Wayback Machine

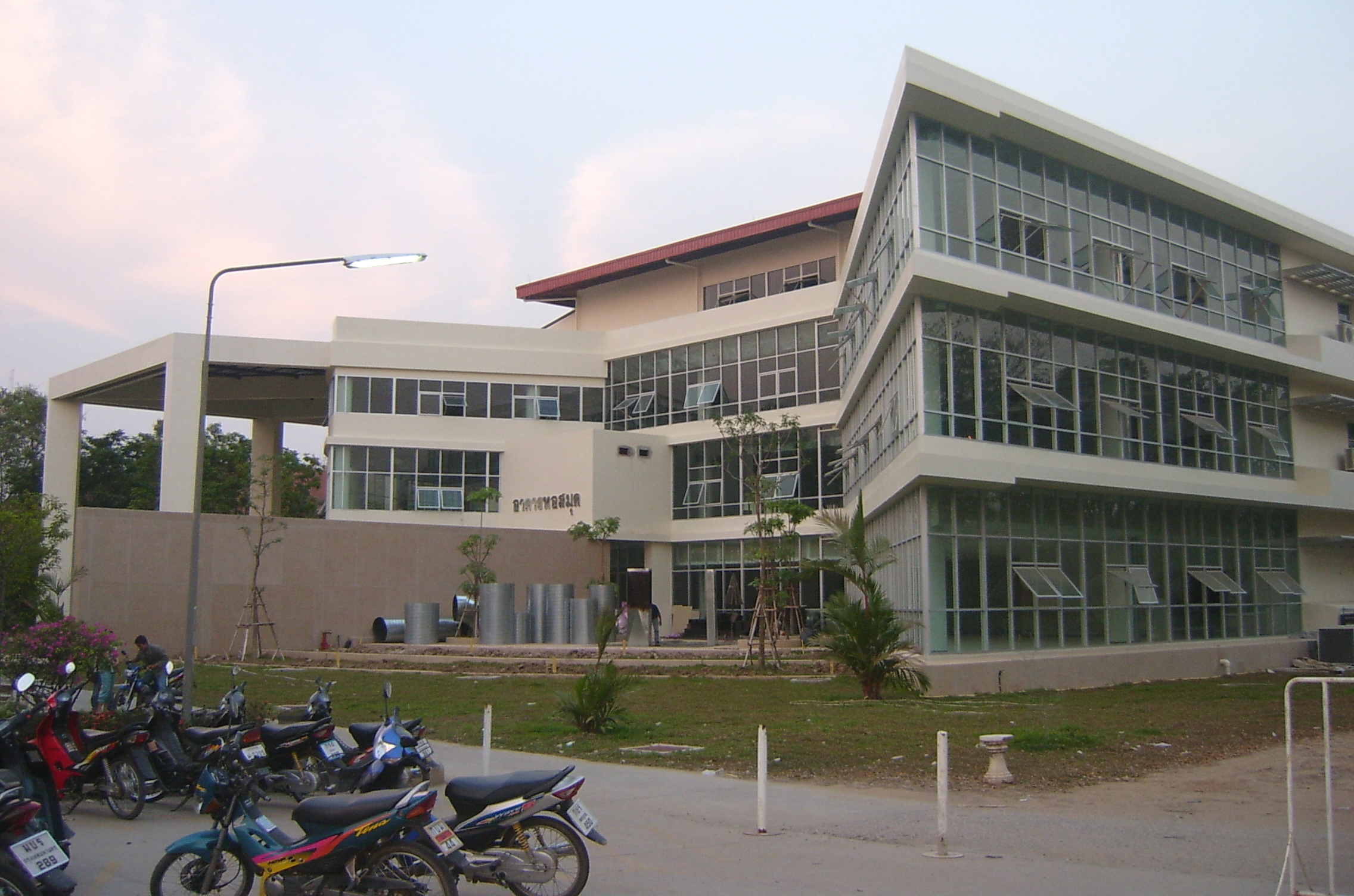
Thư viện trung tâm mới

Ngoài ra còn có các trường khác thuộc đại học này:
- - Trường Công nghệ tái sinh Lưu trữ ngày 15 tháng 4 năm 2008 tại Wayback Machine
  - Cao đẳng quốc tế Đại học Naresuan
  - Trường sau đại học Lưu trữ ngày 3 tháng 2 năm 2008 tại Wayback Machine
  - Naresuan Institute for Community Empowerment (NICE)
  - Viện nghiên cứu và quản lý phát triển Lưu trữ ngày 23 tháng 2 năm 2007 tại Wayback Machine